# Tarlatana

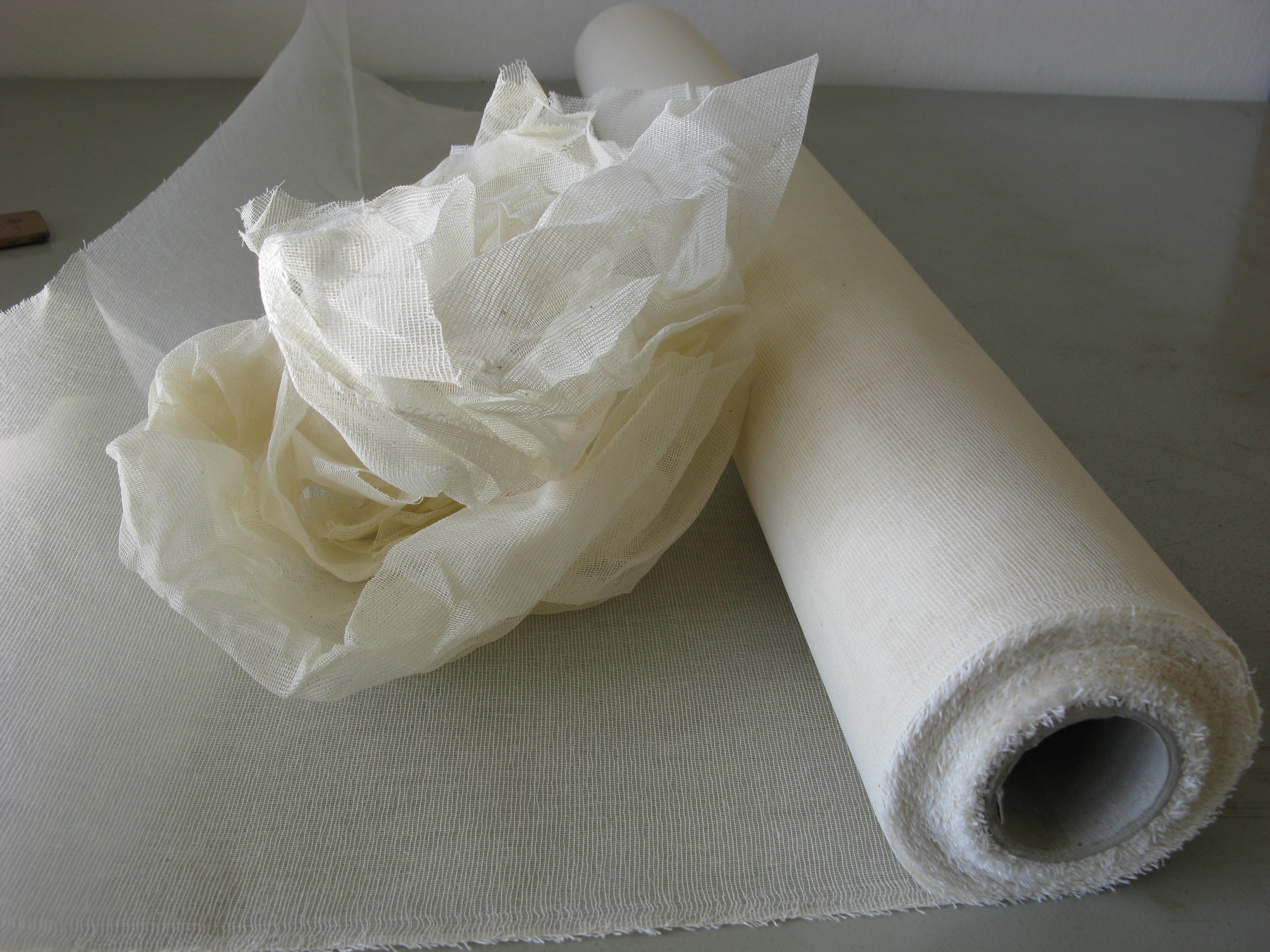
Tarlatana.

La tarlatana és un teixit de cotó, disposa d'un lligament del tipus tafetà (lligat de plana) i es comercialitza amb molt aprest que li dona un aspecte brillant. La tarlatana s'importa de les Índies.
La tarlatana és utilitzada per a la confecció de vestits de nit, de còfies, mosquiteres i accessoris de llenceria. És igualment utilitzada en costura, per als models o els patrons, en mobiliari per a les cortines, en medicina per a les cures, embenats i guixos. La tarlatana és considerat un teixit femení, estèticament és similar al tul, més sòlida i menys cara. Després de la Segona Guerra Mundial, els tutús de les faldilles són fabricats amb tarlatana. És un teixit rígid que forma la base volant. Difícil de mantenir, les faldilles no són rentades i són utilitzats fins a la seva última bufada.
Avui, la tarlatana és utilitzada per a la confecció de les bases dels barrets, en calcografia per assecar la planxa de metall després de l'entintatge, i en enquadernació per a les frontisses dels llibres en coberta dura.